# بوندی
شهر بوندی (به فرانسوی: Bondy) در شهرستان سن-سن-دنی در ناحیه ایل-دو-فرانس با جمعیت ۵۳٬۳۱۱ نفر در کشور فرانسه واقع شده‌است